# 그리스도를 위한 어리석음
그리스도를 위한 어리석음(그리스어: διά Χριστόν σαλότnτα, 교회 슬라브어: оуродъ, вродъ)은 금욕적인 질서나 종교 생활에 입문하여 세상의 모든 재산을 포기하거나, 종교적인 목적, 특히 기독교의 목적을 달성하기 위해 고의로 사회의 관습을 무시하는 행위를 말한다. 이러한 개개인은 역사적으로 "거룩한 바보"(holy fools)와 "복받은 바보"(blessed fool)로 알려져 왔다. "어리석은"이라는 용어는 나약한 것으로 인식되는 것을 의미하고, "복받은" 또는 "거룩한"은 하나님 보시기에 무죄함을 의미한다.
"그리스도를 위한 어리석음"이라는 용어는 사도 바울로의 글에서 유래되었다. 사막 교부들과 다른 성자들은 동방정교 금욕주의의 유로디비(yurodivy)와 마찬가지로 거룩한 바보 역할을 했다. 그리스도 때문에 어리석게 된 자들은 일반적으로 받아들여지는 규범에 도전하고, 예언을 전달하고, 그들의 경건을 가리기 위해 충격적이고 파격적인 행동을 취하는 경우가 많다.

## 동방 기독교

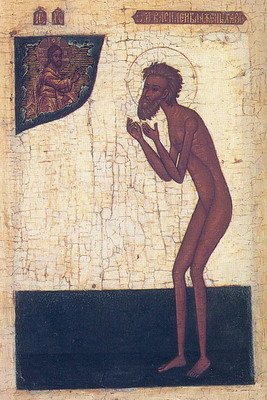
모스크바 성 바실리 대성당의 헌정을 받은 그리스도를 위한 바보 바실리(1468-1552)

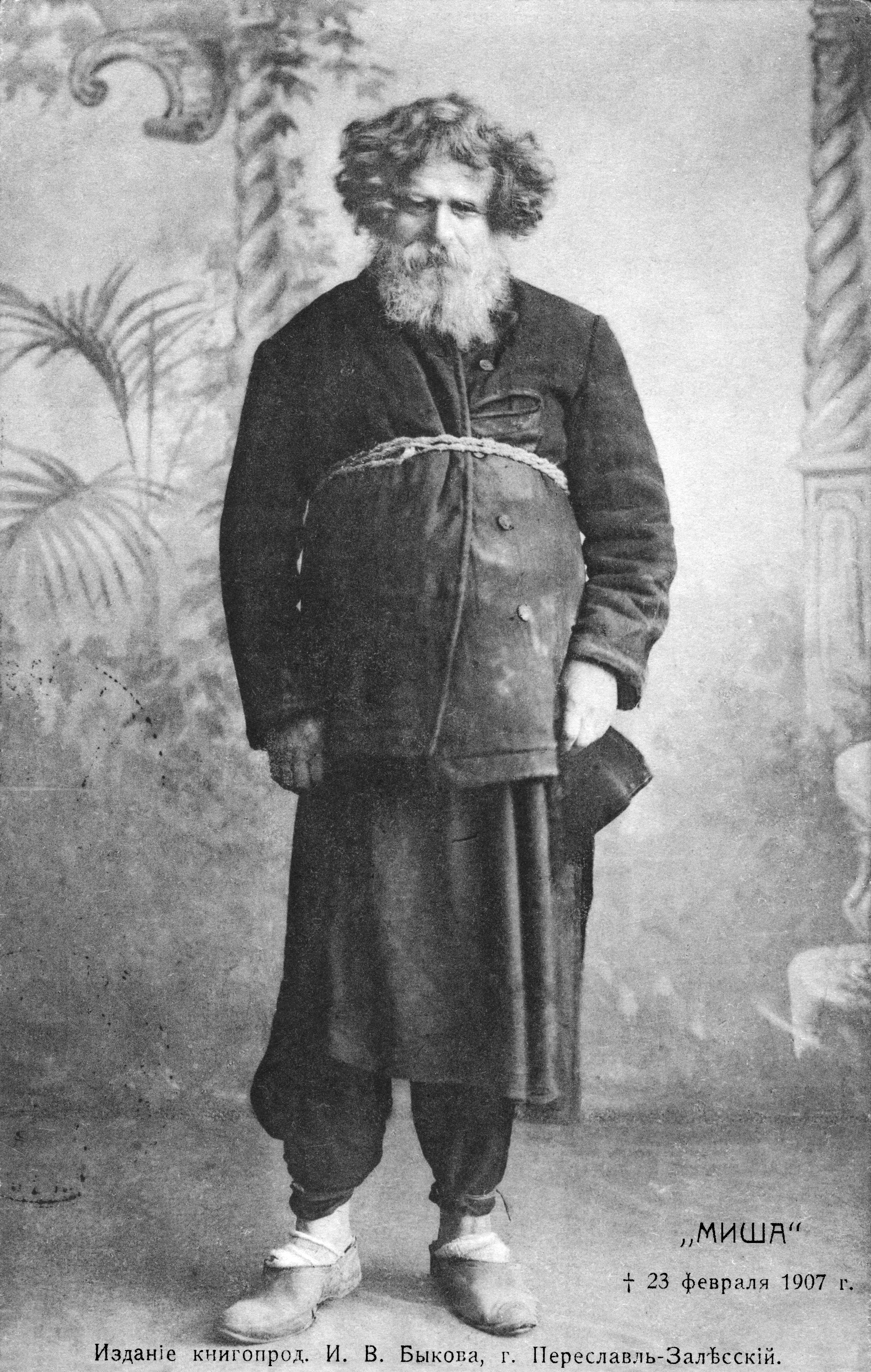
페레슬라블 출신의 거룩한 바보 미샤 사무일 (1848-1907)

거룩한 바보 또는 유로디비(юродивый)는 동방 정교회 금욕주의의 특별한 형태인 그리스도를 위한 어리석음의 러시아적 변형이다. 유로디비는 사람들의 눈에 의도적으로 어리석은 행동을 하는 거룩한 바보이다. 이 용어는 실수나 정신이 약해서가 아니라 고의적이고, 성가시고, 심지어 도발적인" 행동을 암시한다.
세르게이 이바노프는 자신의 책 "Holy Fools in Byzantium and Beyond"에서 "거룩한 바보"를 "미친 척하거나, 어리석은 척하거나, 고의적인 날뜀으로 충격이나 분노를 불러일으키는 사람"이라고 묘사했다. 이바노프는 청중이 개인이 제정신이고 도덕적이며 경건하다고 믿는 경우에만 그러한 행위가 거룩한 바보짓으로 간주된다고 설명했다. 동방 정교회는 거룩한 바보들이 세상으로부터 자신의 완벽함을 숨기고 칭찬을 피하기 위해 자발적으로 정신 이상을 가장하면서 찬사을 피한다고 여긴다.
거룩한 바보들에게서 흔히 보여지는 몇가지 특징으로는 반나체로 돌아다니는 것, 집이 없는 것, 수수께끼 같은 말을 하는 것, 투시력이 있는 사람이나 예언자로 믿어지는 것, 항상 요점을 밝히기 위해 때로는 부도덕해 보일 정도로 파괴적이고 도전적인 모습인 것이 있다.
그리스도를 위한 바보는 자주 "축복받은"(блаженный)이라는 칭호를 받는데, 반드시 그 개인이 성인보다 못하다는 것을 의미하지 않으며, 오히려 그들이 하나님으로부터 축복을 받았다고 믿어진다는 것을 가리킨다.

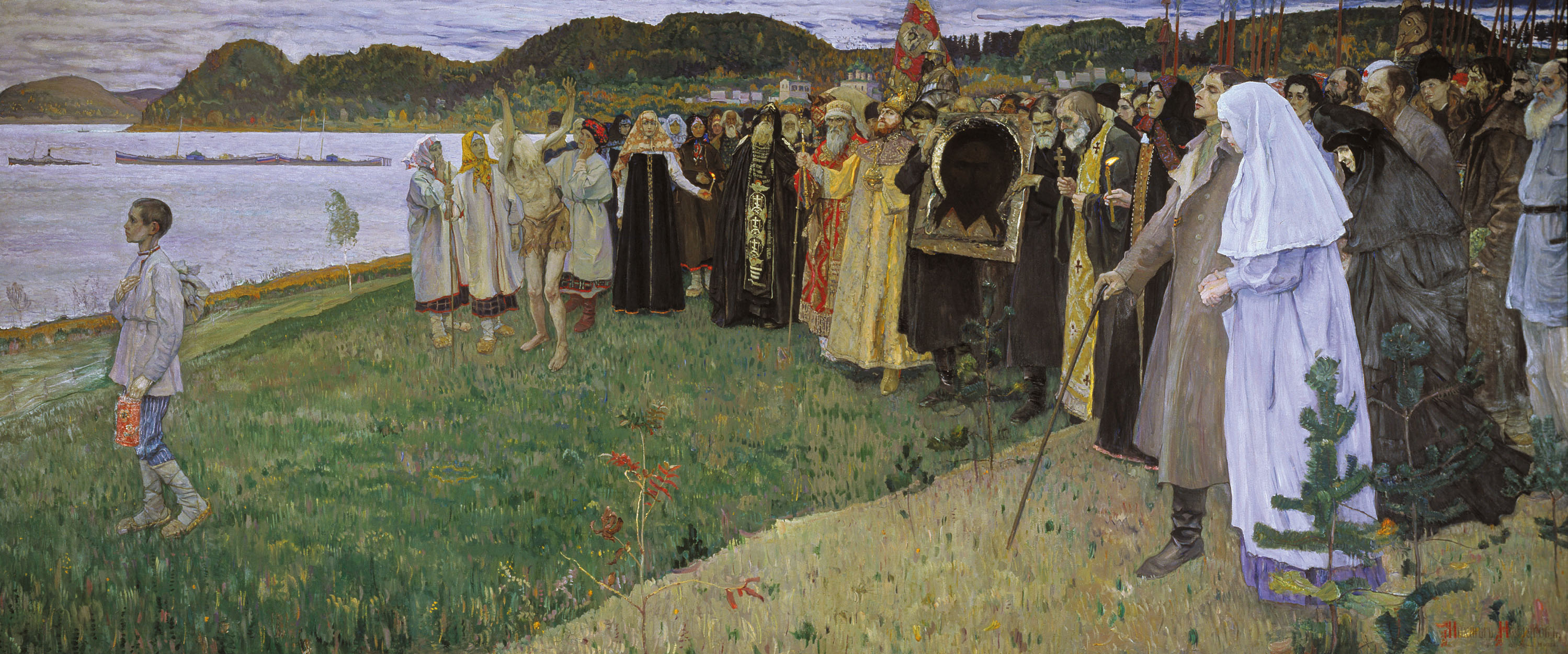
미하일 네스테로프의 "사람들의 영혼". 배경에서 양 팔을 하늘에 뻗고 있는 노인을 주목하라.

동방 정교회는 이집트의 성녀 이시도라를 최초의 거룩한 바보로 기록한다. 하지만, 이 용어는 거룩한 바보들의 수호성인으로 여겨지는 에메사의 시메온이 등장할 때까지 대중화되지 않았다. 그리스어에서, 거룩한 바보라는 용어는 "살로스"(σαλός)이다.
러시아에서 처음으로 나타난 그리스도를 위한 바보는 우스튜크의 성 프로코피이며, 성 바실리 대성당이 이름을 딴 축복받은 바실리가 거룩한 바보로 가장 잘 알려져 있다. 러시아 정교회에서 가장 잘 알려진 최근의 유로디비 중 한 사람은 축복받은 크세니야이다.

## 같이 보기
- 베네딕토 요셉 라브르